# Provinciale weg 228

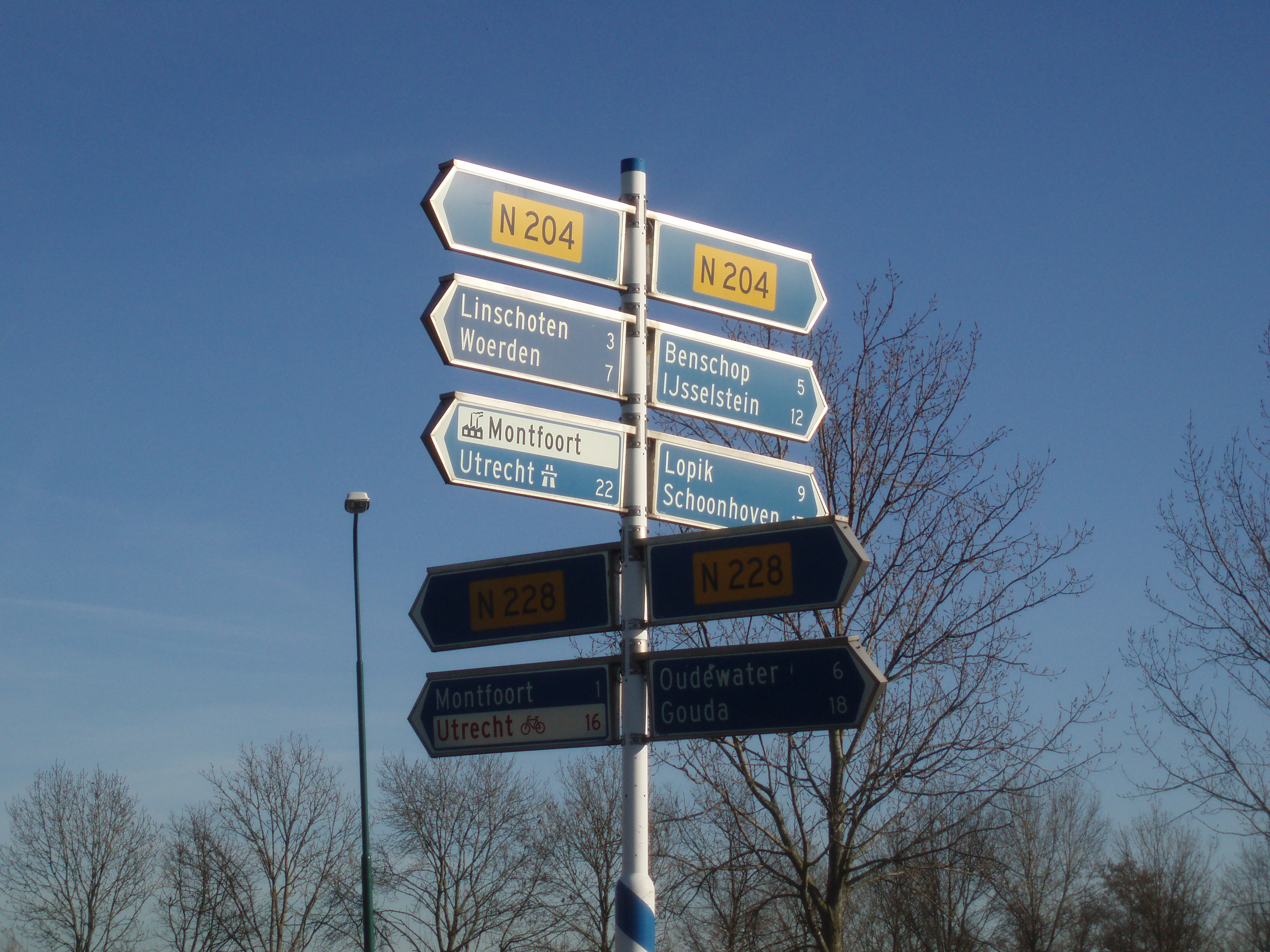
Kruising met de N204

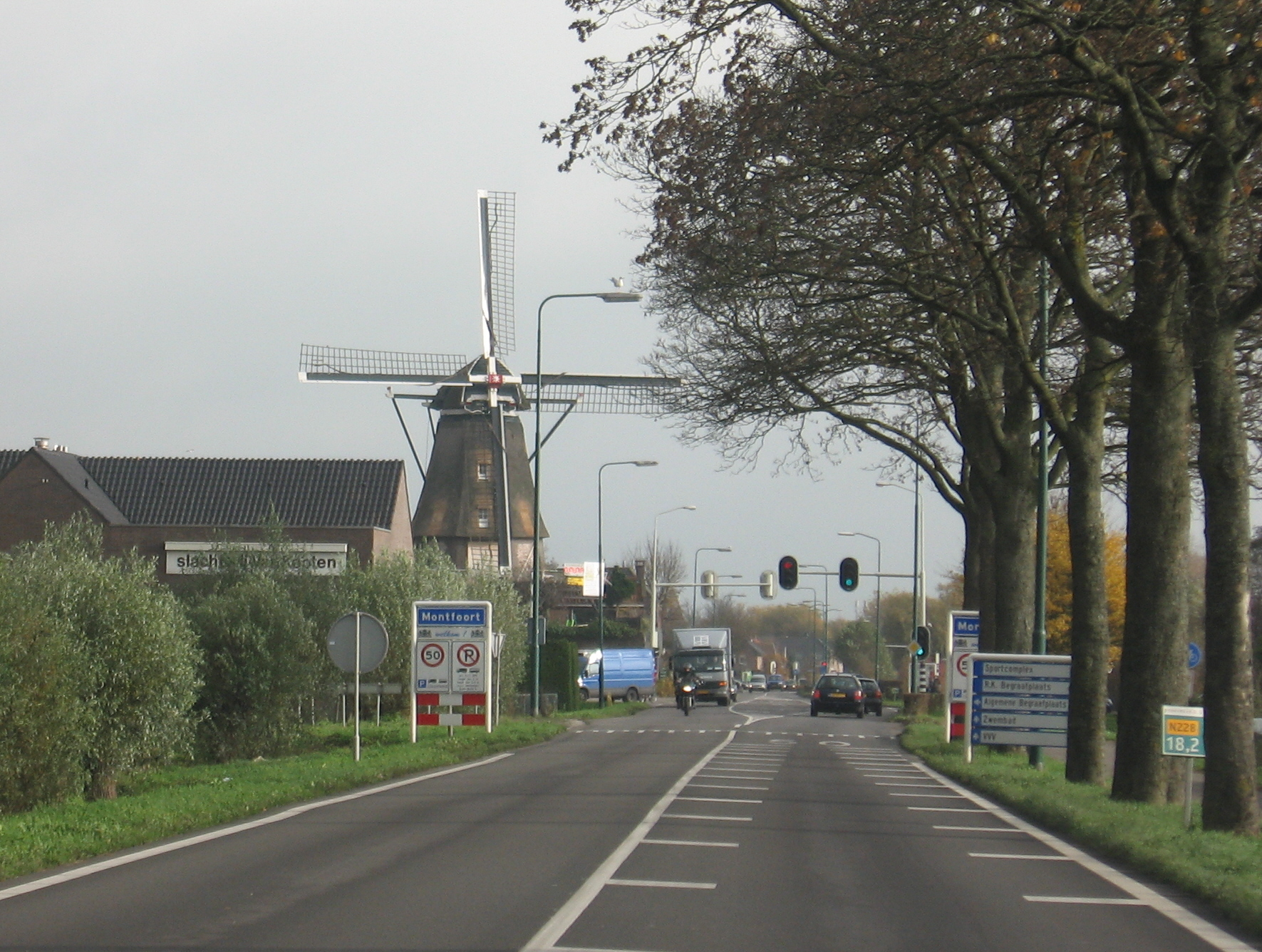
Molen De Valk in Montfoort naast de N228

De provinciale weg 228 is een provinciale weg tussen De Meern en Gouda.

## Route
De weg voert over kronkelige dijken van de Hollandse IJssel. Tussen de kruising met de N204 (ten westen van Montfoort) en Gouda kent de weg een maximumsnelheid van 60 km/u. De eerste 3,5 km van deze weg, het gedeelte tussen De Meern en de Hollandse IJssel, loopt over de Meerndijk.

## Geschiedenis
De N228 is aangelegd tussen 1928 en 1934 in het kader van het Provinciaal Wegenplan 1927. Dit werd uitgevoerd door de Provinciale Waterstaat in Utrecht dat destijds onder leiding stond van Anton Mussert. Langs de weg zijn nog steeds grenspaaltjes te vinden die naar hem vernoemd zijn, de zogenaamde Mussertpalen.
De voorlopers van de N228 waren grindwegen over middeleeuwse dijken. De eerste 3,5 km (vanuit De Meern gezien) voerde de weg over de Meerndijk. De volgende 2 km, tot en met de buurtschap Achthoven, liep deze over de noordelijke dijk van de Hollandse IJssel. Daar kon men de rivier oversteken, aanvankelijk met een veerpont, later over een draaibrug met de naam Hoogeboomsbrug. Vanaf de buurtschap Heeswijk liep de weg naar Montfoort over de zuidelijke IJsseldijk. De weg ging door Montfoort, waar men de IJssel weer kon oversteken om via Snelrewaard in Oudewater te komen. Koos men voor de zuidelijke dijk, dan voerde de weg via Willeskop en Hoenkoop naar het stadje Haastrecht. De route langs de noordelijke oever liep dwars door de binnenstad van Oudewater. Vanaf daar kon men over de noordelijke dijk via Goejanverwelle (tegenwoordig Hekendorp geheten) in Gouda komen. Ook bij Oudewater en Haastrecht waren verbindingen (veerponten of bruggen) tussen de noordelijke en zuidelijke oever.
In 1821 werden de Meerndijk en het vervolg daarvan over dijken langs de Hollandse IJssel bij Koninklijk Besluit aangewezen als 'Grote weg der 2e klasse'. Deze weg was namelijk de belangrijkste verbinding tussen Utrecht en Rotterdam over land. In dit Koninklijk Besluit werd tevens vastgelegd dat de beide betrokken provincies (Utrecht en Zuid-Holland) zouden zorgen voor het beheer en onderhoud van het gedeelte op hun grondgebied. Voor de provincie Utrecht betrof dit het traject De Meern-Oudewater. In 1924 constateerde de provincie Utrecht dat dit traject in erbarmelijke staat verkeerde en te smal was geworden voor het toenemende gemotoriseerde verkeer. Een jaar later, in 1925, werd besloten tot een algehele reconstructie van dit traject. In 1928 werd begonnen met het gedeelte tussen De Meern en de Hollandse IJssel, de 3,5 km lange Meerndijk. De oude grindweg liep rechts van de kruin van de dijk. De nieuwe weg, met inbegrip van het eveneens nieuwe vrijliggende rijwielpad aan de linkerzijde, benutte nu de volle breedte van de dijk. De hoofdrijbaan werd bestraat in waaiervorm met keitjes van Zweeds graniet. Een jaar later, in 1929, was de reconstructie van de Meerndijk, inclusief de bestrating en de aanleg van het fietspad gereed.
Vervolgens werd het traject langs de Hollandse IJssel aangepakt. Het bochtige weggedeelte tussen de buurtschappen Achthoven en Heeswijk werd rechtgetrokken. Daartoe bouwde men in 1932 een nieuwe vaste brug over de Hollandse IJssel bij de Knollemanshoek, die in de plaats kwam van de noordelijker gelegen ijzeren draaibrug uit 1857. Omstreeks deze tijd werd ook bij Montfoort een belangrijke tracé-wijziging doorgevoerd. De oude weg liep namelijk dwars door de middeleeuwse binnenstad van Montfoort. De nieuwe weg werd naar het zuiden om de binnenstad heengeleid. Daartoe werd een deel van de stadsgracht gedempt en moest het terrein van het voormalige kasteel van Montfoort worden doorsneden.
Toen de N228 klaar was, liep deze vanaf de nieuwe brug bij de Knollemanshoek geheel aan de zuidzijde van de Hollandse IJssel. Het einde van de N228 ligt bij de Stolwijkersluis, enkele honderden meters voor Gouda. Omdat deze stad aan de noordzijde van de Hollandse IJssel ligt, dus aan de overzijde, moet men bij het einde van de N228 over een ophaalbrug om daar te komen.

## Veiligheid
Op de N228 hebben de afgelopen jaren drie keer zoveel ongelukken plaatsgevonden dan gemiddeld op andere provinciale wegen. Langs de weg zijn gedenkplekjes opgericht door nabestaanden van verongelukte automobilisten.
Nadat er enkele ongelukken met dodelijke afloop hadden plaatsgevonden, dreigde de actiegroep Willeskoppig Gas Terug uit de aan de weg gelegen buurtschap Willeskop, de weg te blokkeren. De provincie beloofde hierop om maatregelen te nemen. De weg is in augustus 2006 gereconstrueerd, waarbij onder andere verkeersheuvels werden aangebracht en de maximumsnelheid tussen Montfoort en Oudewater teruggebracht werd tot 60 km/u. 
In 2019 werden op het traject Oudewater-Gouda eveneens maatregelen genomen om de verkeersveiligheid te vergroten in de vorm van snelheidsmeters met smileyborden. Verdere maatregelen, waaronder het verlagen van de maximumsnelheid werden overwogen en zijn in het derde kwartaal van 2021 uitgevoerd.

## Bezienswaardigheden
Bezienswaardigheden langs deze weg zijn achtereenvolgens:
| Afbeelding | Bezienswaardigheid                       | Hectometerpaal |
| ---------- | ---------------------------------------- | -------------- |
|            | De Steenen Kamer                         | -              |
|            | Mariakapel (Achthoven)                   | 22,2           |
|            | Rooms-katholieke begraafplaats Montfoort | -              |
|            | Mussertpalen                             | -              |
|            | Kasteel Montfoort                        | -              |
|            | Molen De Valk                            | 18,3           |
|            | Willeskopper stier                       | -              |
|            | Voormalige Steenfabriek IJsseloord       | -              |
|            | Gemaal De Pleyt                          | -              |
|            | Hollandse IJssel                         | -              |
|            | Ojerslust                                | 15,5           |
|            | Ouders Vrucht                            | -              |
|            | Bedelaarskerkhof Willeskop               | 13,5           |
|            | Welgelegen                               | -              |
|            | Restaurant de Schans                     | -              |
|            | Kasteel te Vliet                         | -              |
|            | Sint-Gabriël (Haastrecht)                | -              |
|            | Gemaal De Keulevaart                     | -              |
|            | Gemaal De Hooge Boezem                   | -              |
|            | Sint-Barnabaskerk (Haastrecht)           | -              |
|            | Hervormde kerk (Haastrecht)              | -              |
|            | Museum Paulina Bisdom van Vliet          | -              |

N23 · N194 · N196 · N197 · N198 · N199 · N200 · N201 · N202 · N203 · N204 · N205 · N206 · N207 · N208 · N209 · N210 · N211 · N212 · N213 · N214 · N215 · N216 · N217 · N218 · N219 · N220 · N221 · N222 · N223 · N224 · N225 · N226 · N227 · N228 · N229 · N230 · N231 · N232 · N233 · N234 · N235 · N236 · N237 · N238 · N239 · N240 · N241 · N242 · N243 · N244 · N245 · N246 · N247 · N248 · N249 · N250 · N307

N401 · N402 · N403 · N404 · N405 · N406 · N407 · N408 · N409 · N410 · N411 · N412 · N413 · N414 · N415 · N416 · N417 · N418 · N419 · N420 · N421 · N439 · N440 · N441 · N442 · N443 · N444 · N445 · N446 · N447 · N448 · N449 · N450 · N451 · N452 · N453 · N454 · N455 · N456 · N457 · N458 · N459 · N460 · N461 · N462 · N463 · N464 · N465 · N466 · N467 · N468 · N469 · N470 · N471 · N472 · N473 · N474 · N475 · N476 · N477 · N478 · N479 · N480 · N481 · N482 · N483 · N484 · N487 · N488 · N489 · N490 · N491 · N492 · N493 · N494 · N495 · N496 · N497 · N498 · N501 · N502 · N503 · N504 · N505 · N505 (Andijk) · N506 · N507 · N508 · N509 · N510 · N511 · N512 · N513 · N514 · N515 · N516 · N517 · N518 · N519 · N520 · N521 · N522 · N523 · N524 · N525 · N526 · N527 · N806 · N830 · N848

Cursief vermelde wegen zijn voormalige Provinciale wegen